# Roumanie aux Jeux olympiques de 1900
La Roumanie participe aux Jeux olympiques de 1900 à Paris en France. C'est la première participation de la Roumanie aux Jeux olympiques. La délégation composée d'un athlète ne remporte pas de médaille.

## Résultats

### Tir
| Tireur                | Épreuve         | Résultat | Résultat |
| Tireur                | Épreuve         | Score    | Rang     |
| --------------------- | --------------- | -------- | -------- |
| Gheorghe Plagino (en) | Fosse olympique | 11       | 13e      |